# 威廉·瑞格

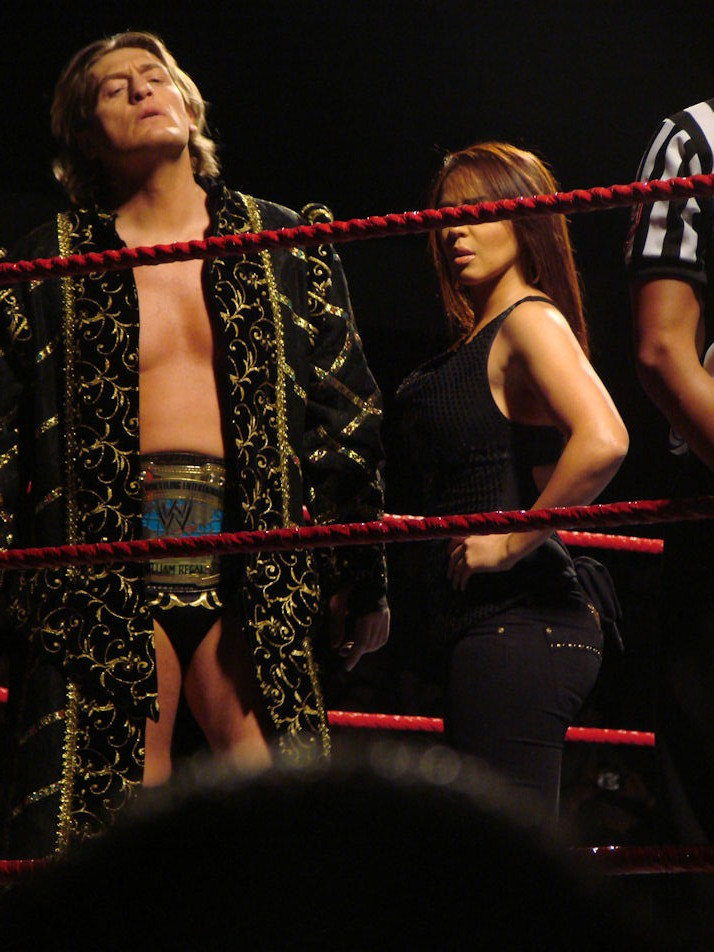
威廉·瑞格與WWE洲際冠軍腰帶

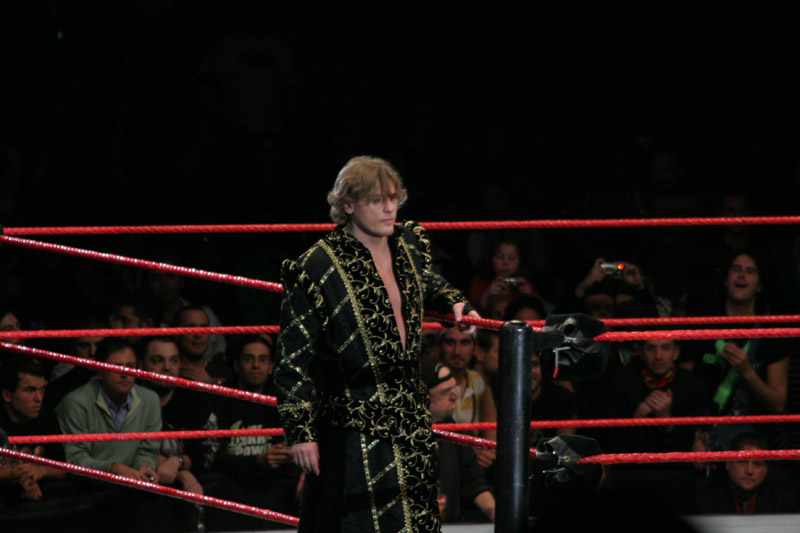
威廉·瑞格的進場

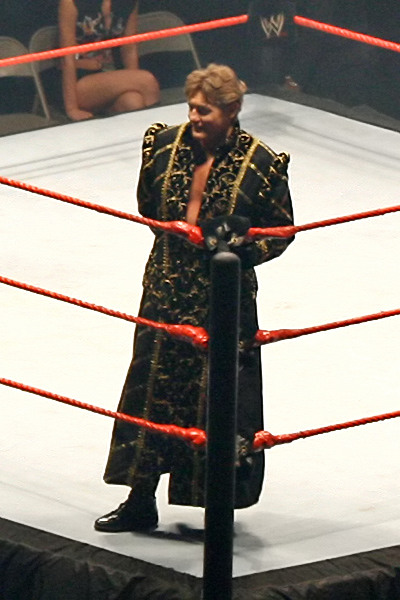
威廉·瑞格的進場

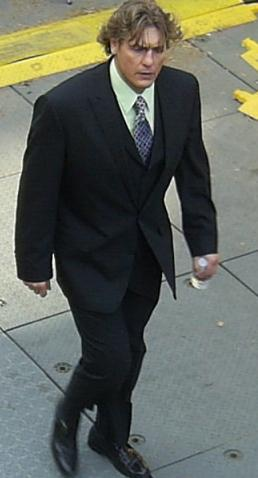
威廉·瑞格

威廉·瑞格（1968年5月10日—），原名戴倫·凱訥瑟·馬修斯（英語：Darren Kenneth Matthews），是世界摔角娛樂（WWE）旗下職業摔角選手、教練及播報員，並在世界摔角娛樂節目WWE SmackDown及WWE NXT中亮相， 也是WWE星探和NXT總經理。
在威廉·瑞格的摔角事業中，威廉·瑞格曾擔任WWE Raw的總經理。威廉·瑞格曾是兩次的WWE洲際冠軍、四次的WWE歐洲冠軍、五次的WWE硬蕊冠軍、四次的世界雙打冠軍（分別與蘭斯·史多爾姆搭擋兩次、與尼克·汀斯摩爾搭擋一次、與田尻義博搭擋一次）及一次的擂台之王冠軍（2008年）。

## 威廉·瑞格訓練之選手

### 男性選手
- CM Punk
- 丹尼爾·布萊恩
- 強尼·加爾加諾（英语：Johnny Gargano）
- 馬修·克若斯（英语：Matthew Cross）
- 布萊恩·肯卓伊克（英语：Brian Kendrick）
- 克里斯·海若（英语：Chris Hero）
- 薩摩亞·喬
- 雷克利斯·游絲（英语：Reckless Youth）

### 女性選手
- 薇琪·史維恩（英语：Vicky Swain）
- 辛西亞·琳琪（英语：Cynthia Lynch）

## 相關書籍
- Matthews, Darren and Chandler, Neil (2005) Walking a Golden Mile,袖珍書(ISBN 0-7434-7634-4)